# Erica vanheurckii
Erica vanheurckii är en ljungväxtart som beskrevs av Muell. Arg. Erica vanheurckii ingår i släktet klockljungssläktet, och familjen ljungväxter. Inga underarter finns listade i Catalogue of Life.